# 11572 Schindler
A 11572 Schindler (ideiglenes jelöléssel 1993 RM7) a Naprendszer kisbolygóövében található aszteroida. Eric Walter Elst fedezte fel 1993. szeptember 15-én.
Nevét Oskar Schindler (1908–1974) szudétanémet gyáros után kapta, aki mintegy 1200 zsidó munkás életét mentette meg a zsidó holokauszt során, azzal, hogy lőszer- és edénygyáraiban dolgoztatta őket Lengyelország, illetve a mai Csehország területén.